# Église Saint-Martin de Mœurs
 (mars 2018).
Si vous disposez d'ouvrages ou d'articles de référence ou si vous connaissez des sites web de qualité traitant du thème abordé ici, merci de compléter l'article en donnant les références utiles à sa vérifiabilité et en les liant à la section « Notes et références ».
Pour les articles homonymes, voir Église Saint-Martin.
L'église Saint-Martin de Mœurs, édifice roman du XIIe siècle, est une église située sur la commune de Mœurs-Verdey dans le département français de la Marne. L'église et sa chapelle latérale du XVIe siècle sont construites en pierres meulières et grès.

## Localisation
Elle est située dans la commune de Mœurs-Verdey dans le département de la Marne dans l'ancienne région Champagne-Ardenne, et à présent le Grand Est, en France.
Accès : Prendre la RN4 , dans le sens Nancy-Paris, puis passer Sézanne et faire 2,5 km et après la pancarte Moeurs prendre le tourne gauche.

## Historique
L'église est dédiée à saint Martin, une statue représentant le légionnaire romain sur son cheval, coupant son manteau en deux y est présente.
Un médaillon du saint Martin en évêque de Tours est inséré dans un vitrail du XIXe siècle dans une baie du chœur.
Elle possède une cloche de 1529, la gravure gothique sur son pourtour, nomme son donateur, un seigneur de la famille Jacques des Bordes.
Cet édifice a été inscrit au titre des monuments historiques le 6 juin 2014, de par la découverte en juin 2012, d'une fresque du début XVIe siècle. Il s'agit d'un « Dit ou Dict (légende) des trois morts et des trois vifs » scène moralisatrice, très représentée au Moyen Âge dans les églises.

## Architecture
Elle se compose d'une nef sans côtés, d'une abside à pans (voûtes en plein-cintre, arcade, poutres épannelées) qui est la partie qui termine le chœur. La voûte du chœur est en forme de carène de vaisseau retournée, et se termine en cul de four, elle est soutenue par des entraits (poutres horizontales) et des poinçons (poutres verticales) en bois.

## Galerie photos

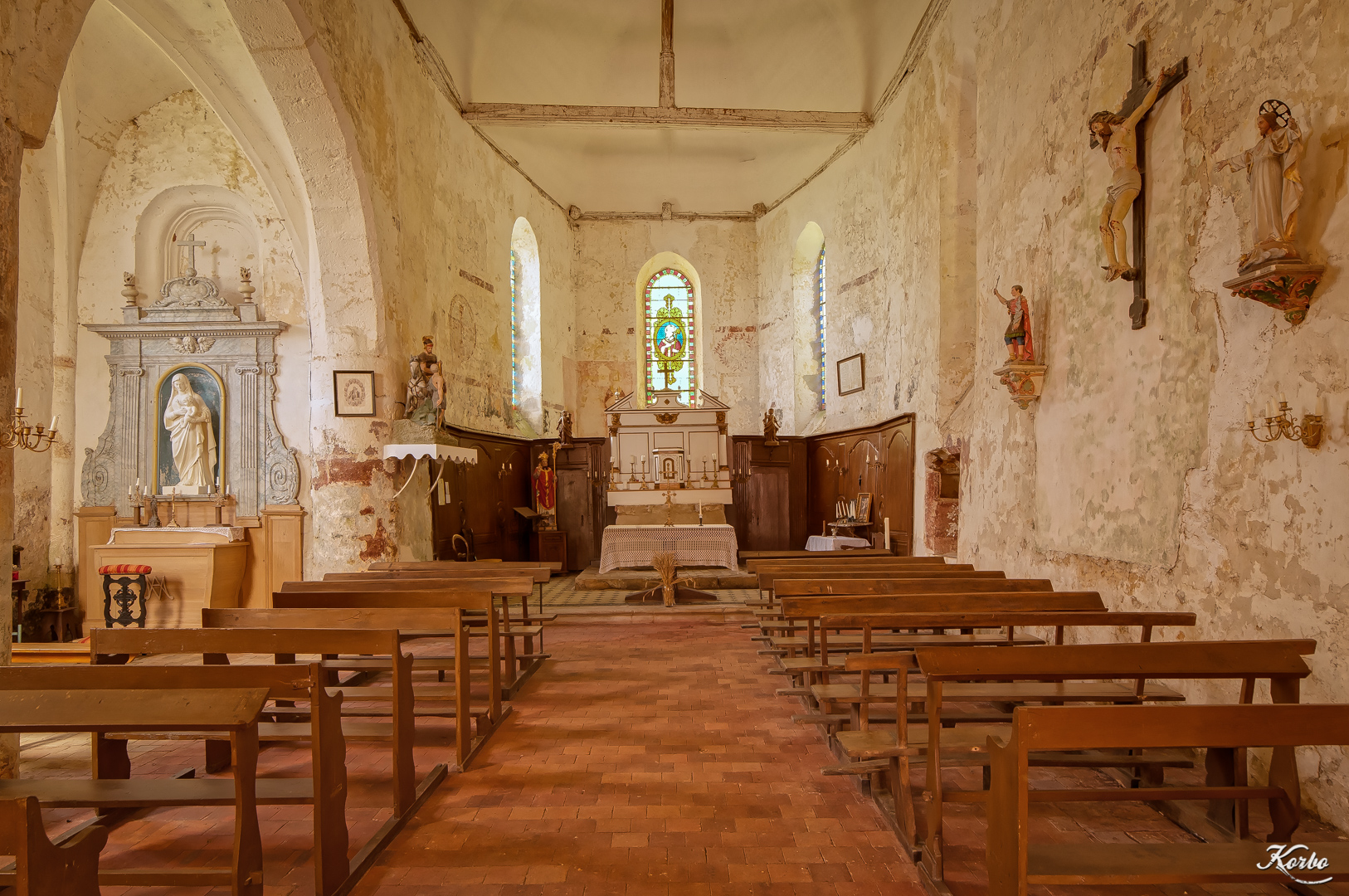
Intérieur de l'église.
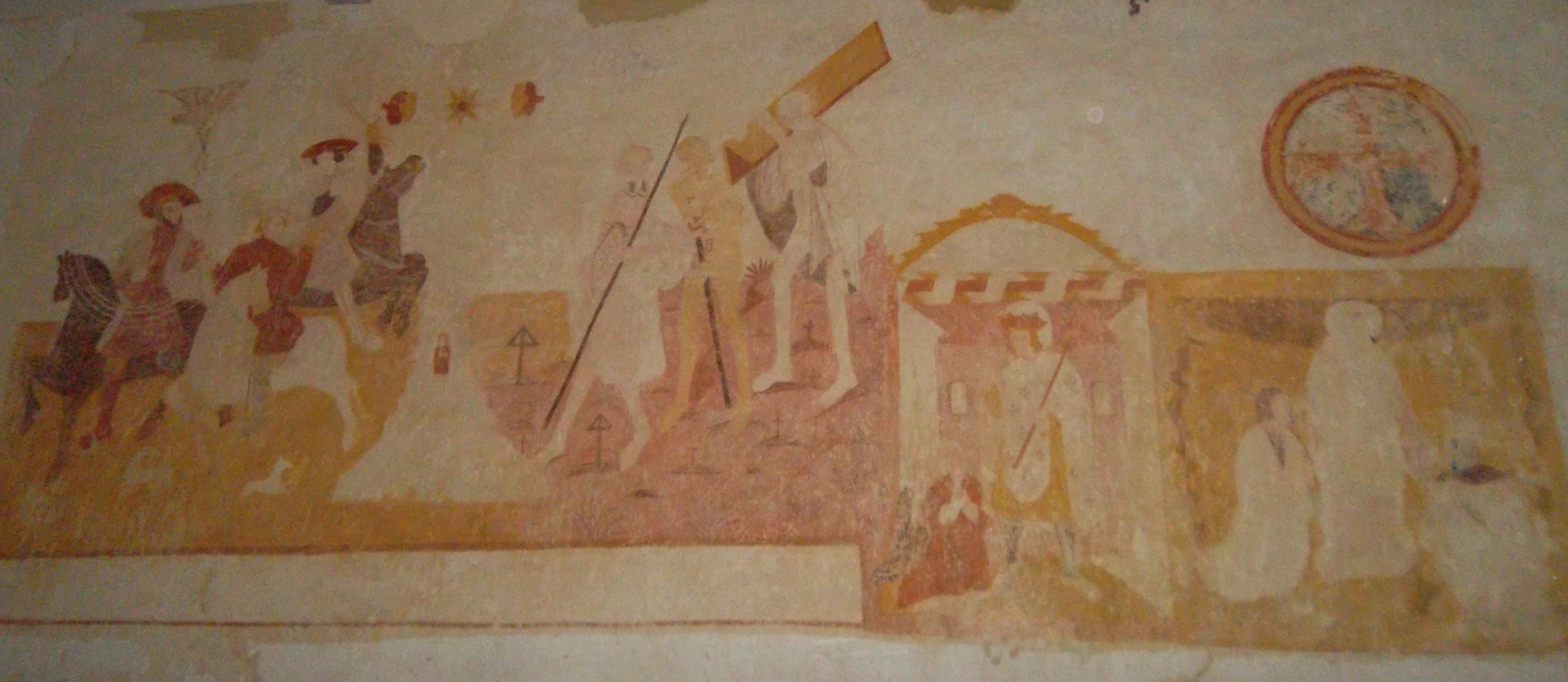
La fresque du Dit des 3 morts et des 3 vifs.
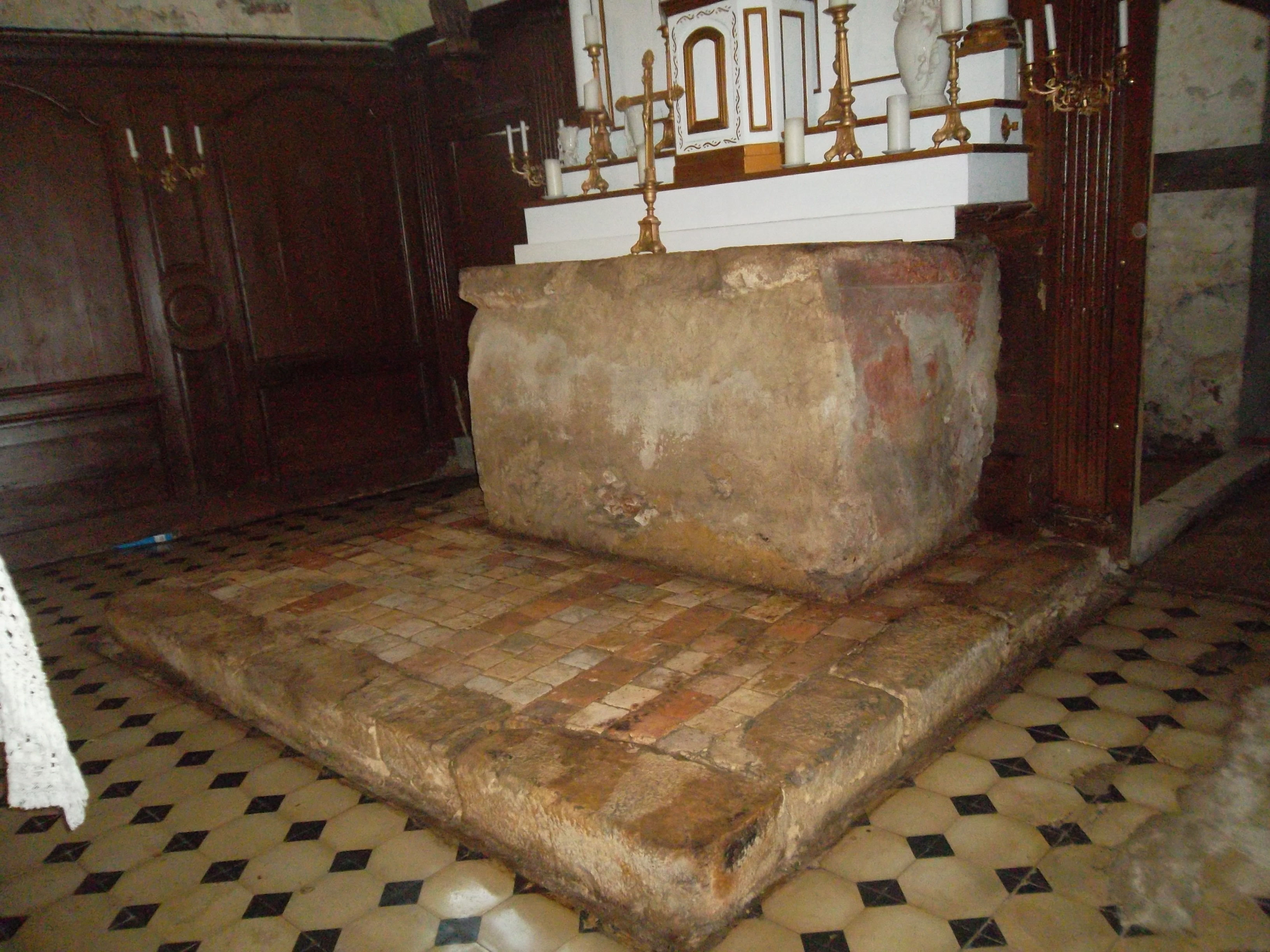
L'autel originel de l'église.